# Idaho-Ziesel
Der Idaho-Ziesel (Urocitellus brunneus, Syn.: Spermophilus brunneus) ist eine Hörnchenart aus der Gattung Urocitellus. Er kommt endemisch im Westen des amerikanischen Bundesstaats Idaho vor.

## Merkmale
Der Idaho-Ziesel erreicht eine Kopf-Rumpf-Länge von etwa 17,3 bis 18,3 Zentimetern, der Schwanz wird etwa 55 Millimeter lang und ist damit deutlich kürzer als der restliche Körper. Das Gewicht liegt bei 110 bis 210 Gramm, wobei die Männchen etwa 2,5 bis 3,3 % größer und schwerer als die Weibchen sind. Die Tiere besitzen einen vergleichsweise kleinen Körper und Kopf sowie einen kurzen Schwanz, sie haben eine braune Rückenfärbung mit deutlichen weißen Flecken. Die Nase, die Beine und die Bauchseite sind gelblich rosa bis orangefarben. Auffällig ist ein weißer Augenring. Verglichen mit dem Townsend-Ziesel (Urocitellus townsendi) und dem Washington-Ziesel (Urocitellus washingtoni) sind die Tiere dunkler gefärbt und die Fleckung ist auffälliger, dagegen haben beide Arten auffälligere Seitenlinien.

## Verbreitung
Der Idaho-Ziesel kommt endemisch im amerikanischen Bundesstaat Idaho vor. Das Verbreitungsgebiet beschränkt sich auf drei isolierte Vorkommen: Eines nördlich des Payette River bis zu den Cuddy Mountains und den Hill Mountains, eines zwischen den Seven Devils Mountains und den Cuddy Mountains sowie eines östlich der West Mountains. Auch innerhalb dieser Verbreitungsgebiete sind die Populationen teilweise getrennt (disjunkt).

## Lebensweise
Der Idaho-Ziesel ist tagaktiv und lebt vor allem in Weiden- und Wiesenflächen mit Gräsern und Kräutern als bestimmende Vegetation. Im nördlichen Teil des Verbreitungsgebietes kommt es zudem in offenen Nadelbaumbeständen mit einem dichten Unterwuchs von Kräutern und Gräsern vor.
Er ist primär herbivor und die Nahrung besteht wie bei anderen Erdhörnchen vor allem aus verschiedenen Pflanzenteilen wie Gräsern, Knospen, Blüten, Sprossen, Blättern und Wurzeln sowie Samen, hinzu kommen gelegentlich Insekten und Pilze. Die Tiere leben wie andere Erdhörnchen am Boden und in unterirdischen Bauen. Dabei nutzen sie unterschiedliche Bautypen für die Aufzucht der Jungen, für die Überwinterung und als Fluchtbaue bei Bedrohung. Die Tiere überwintern im Winterschlaf vom frühen August bis zum späten März, wobei die einzelnen Individuen der nördlicheren Unterart Urocitellus brunneus brunneus in der Regel nicht länger als vier Monate pro Jahr oberirdisch aktiv sind.
Die Männchen verlassen ihre Baue im Frühjahr etwa zwei Wochen vor den Weibchen. In den ersten zwei Tagen nach dem Auftauchen der Weibchen kommt es zur Revierbildung der Männchen und zur Begattung. Danach bewachen die Männchen die Weibchen vor anderen Männchen, vor allem wenn die Dichte und Anzahl der Weibchen gering ist. Kräftigere Männchen können dabei schwächere Männchen verdrängen und Weibchen übernehmen, nach genetischen Untersuchungen sind die zuletzt und am längsten bewachenden Männchen zu 66 bis 100 % auch die Väter der Jungtiere. Die Paarung erfolgt unterirdisch und die Männchen produzieren Begattungspfropfen, die die Vagina der Weibchen verschließen. Im Durchschnitt besteht ein Wurf aus vier bis sechs Jungtieren. Diese verlassen den Bau gemeinsam im März oder frühen April bei Urocitellus brunneus endemicus und etwa vier Wochen später bei Urocitellus brunneus brunneus.
In Teilen des Verbreitungsgebietes kommt es zur Konkurrenz mit dem Columbia-Ziesel (Urocitellus columbianus) um geeignete Habitate und Baue. Die wichtigsten Fressfeinde für den Idaho-Ziesel sind Silberdachse (Taxidea taxus) und Langschwanzwiesel (Mustela frenata) sowie verschiedene Greifvögel wie der Präriefalke (Falco mexicanus), der Rundschwanzsperber (Accipiter cooperii), der Habicht (Accipiter gentilis), der Rotschwanzbussard (Buteo jamaicensis) sowie die Hudsonweihe (Circus hudsonius). Als Parasiten sind mehrere Zecken und Flöhe bekannt, wobei die Parasitendichte verglichen mit anderen Erdhörnchen gering ist. Die Populationen leben teilweise sehr isoliert und sind genetisch teilweise sehr verschieden, da es nur einen geringen oder keinen genetischen Austausch zwischen den Populationen gibt.

## Systematik
Der Idaho-Ziesel wird als eigenständige Art innerhalb der Gattung Urocitellus eingeordnet, die aus zwölf Arten besteht. Die Art wurde lange als Teil der Ziesel und darin innerhalb der Untergattung Spermophilus eingeordnet. Nach einer umfassenden molekularbiologischen Untersuchung wurden die Art jedoch gemeinsam mit mehreren weiteren Arten der nun eigenständigen Gattung Urocitellus zugeordnet. Die wissenschaftliche Erstbeschreibung stammt von dem amerikanischen Zoologen Arthur Holmes Howell aus dem Jahr 1928, der ihn anhand von Individuen aus New Meadows im Adams County, Idaho, als Citellus townsendi brunneus und damit als Unterart des Townsend-Ziesels beschrieb. Zehn Jahre später, 1938, erhob er den Idaho-Ziesel im Rahmen der Neubeschreibung des Washington-Ziesels (Citellus washingtoni, heute Urocitellus washingtoni) in den Artrang und benannte ihn als Citellus brunneus.
Innerhalb der Art werden gemeinsam mit der Nominatform zwei Unterarten unterschieden:
- Urocitellus brunneus brunneus: Nominatform, im nördlichen Teil des Verbreitungsgebietes von den Seven Devils Mountains bis östlich der West Mountains im Valley County und Adams County, Idaho. Das Rückenfell ist dunkelgrau mit rötlicher Einwaschung.
- Urocitellus brunneus endemicus: im südlichen Teil des Verbreitungsgebietes im Washington, Payette und Gem County, Idaho. Die Unterart kommt in niedrigeren Höhenlagen vor als die Nominatform, sie ist grauer und die Basis der Beine und des Schwanzes sind braun.

## Status, Bedrohung und Schutz
Der Idaho-Ziesel wird von der International Union for Conservation of Nature and Natural Resources (IUCN) als bedroht (endangered) eingeordnet. Begründet wird dies durch das sehr kleine und stark fragmentierte Verbreitungsgebiet von weniger als 5000 km2, die starken Rückgänge und die Verschlechterung der nutzbaren Habitate sowie die geringe Anzahl und starke Fluktuation der existierenden Populationen, Subpopulationen und verfügbaren geschlechtsreifen Tiere, die vor allem aufgrund der Verfolgung durch den Menschen und anderer Störungen zurückgehen. Regional wird die Art als Schädling betrachtet und bekämpft.
Bei der Art kommt es teilweise zu rapiden Rückgängen der Bestände, so wurde beispielsweise der Rückgang einer Population von mehr als 270 Individuen auf nur 10 verbleibende Tiere zwischen 1987 und 1989 dokumentiert, der auf einen Rückgang der geschlechtsfähigen Weibchen zurückgeführt wurde. Als wesentliche Gründe für den Rückgang der Bestände und die Fragmentierung wird der Verlust von Wiesen und Weiden durch die Ausbreitung von Waldflächen betrachtet. Hinzu kommt die Bejagung durch Giftköder und Schusswaffen sowie die Ausbreitung von gebietsfremden Gräsern (Neophyten) wie Bromus tectorum und Taeniatherum caput-medusaebei bei gleichzeitiger Verdrängung heimischer Gräser und Gebüsche. Auch die Beweidung durch Rinder, das Befahren von Off-Road-Strecken und die damit verbundene Zerstörung der Baue und die Konkurrenz mit dem Columbia-Ziesel (Urocitellus columbianus) um geeignete tiefe Baue für die Überwinterung tragen zum Rückgang der Tiere bei.

## Belege
1. 1 2 3 4 5 6 7 8 9 10 11  Richard W. Thorington Jr., John L. Koprowski, Michael A. Steele: Squirrels of the World. Johns Hopkins University Press, Baltimore MD 2012, ISBN 978-1-4214-0469-1, S. 352–353.
2. 1 2 3 4  Spermophilus brunneus in der Roten Liste gefährdeter Arten der IUCN 2015.4. Eingestellt von: E. Yensen, NatureServe (G. Hammerson), 2008. Abgerufen am 12. Juli 2016.
3. ↑  Matthew D. Herron, Todd A. Castoe, Christopher L. Parkinson: Sciurid phylogeny and the paraphyly of holarctic ground squirrels (Spermophilus). Molecular Phylogenetics and Evolution 31, 2004; S. 1015–1030. (Volltext (Memento des Originals vom 17. April 2015 im Internet Archive)  Info: Der Archivlink wurde automatisch eingesetzt und noch nicht geprüft. Bitte prüfe Original- und Archivlink gemäß Anleitung und entferne dann diesen Hinweis., PMID 15120398)
4. ↑  Kristofer M. Helgen, F. Russell Cole, Lauren E. Helgen, Don E. Wilson: Generic Revision in the holarctic ground squirrels genus Spermophilus. Journal of Mammalogy 90 (2), 2009; S. 270–305. doi:10.1644/07-MAMM-A-309.1
5. 1 2  Spermophilus (Spermophilus) brunneus In: Don E. Wilson, DeeAnn M. Reeder (Hrsg.): Mammal Species of the World. A taxonomic and geographic Reference. 2 Bände. 3. Auflage. Johns Hopkins University Press, Baltimore MD 2005, ISBN 0-8018-8221-4.
6. ↑  Eric Yensen, Paul W. Sherman: Spermophilus brunneus. Mammalian Species 560, 1997; S. 1–5. ( Volltext (Memento des Originals vom 4. März 2016 im Internet Archive)  Info: Der Archivlink wurde automatisch eingesetzt und noch nicht geprüft. Bitte prüfe Original- und Archivlink gemäß Anleitung und entferne dann diesen Hinweis.)